# Aero A-26
De Aero A-26 (ook wel bekend als A.26) is een Tsjechoslowaaks dubbeldekker-verkenningsvliegtuig gebouwd door Aero. De A-26 was het laatste toestel van Aero dat was gebaseerd op de Hansa-Brandenburg B.I, welke zij in licentie als Ae-10 in de Eerste Wereldoorlog hadden gebouwd. In 1923 vloog de A-26 haar eerste vlucht, waarna het in kleine series werd gebouwd. De A-26 werd gebruikt bij de Tsjechoslowaakse luchtmacht en kwam later ook op de civiele markt terecht.

## Specificaties
- Bemanning: 2
- Lengte: 8,30 m
- Spanwijdte: 12,30 m
- Vleugeloppervlak: 38,5 m2
- Leeggewicht: 882 kg
- Volgewicht: 1 196 kg
- Motor: 1× BMW IIIa 6-cilinder, watergekoelde zuigermotor, 138 kW (185 pk)
- Maximumsnelheid: 158 km/h
- Kruissnelheid: 120 km/h
- Plafond: 6 000 m
- Klimsnelheid: 135 m/min
- Bewapening: 1× machinegeweer en lichte bommen

## Gebruikers
- Tsjechoslowakije